# Мітлиця альпійська
Мітлиця альпійська (Agrostis alpina) — вид однодольних рослин із родини злакових (Poaceae).

## Біоморфологічна характеристика

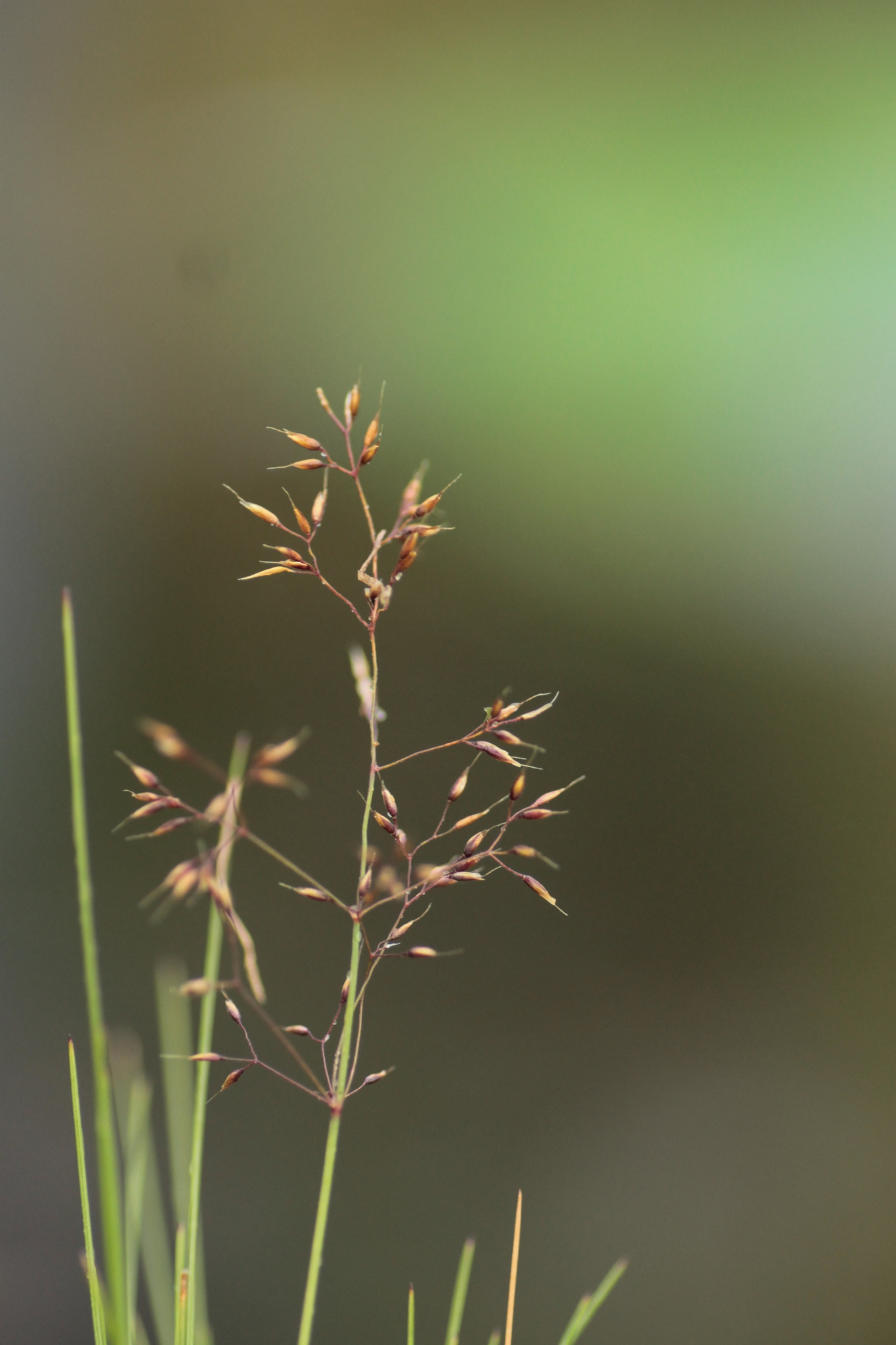
суцвіття

Багаторічна кущиста трава. Стебла тонке прямовисні 10–40 см заввишки; міжвузля гладкі; бічні гілки відсутні. Листки не сильно шорсткі, дещо згорнуті: листові піхви гладкі; листовий язичок ланцетний, 2–4 мм, гострий; листові пластини ниткоподібні, 6–12 см × 0.3–1.5 мм, середньо-зелені чи сизі, запушені, верхівка гостра. Суцвіття — відкрита, золотисто-фіолетова, ланцетної чи яйцюватої форми волоть 2–8 см завдовжки; вісь гладка; її гілочки з тонкими гострими шипиками; колосочки поодинокі. Колосочки еліптичні, стиснуті збоку, 3–5 мм, складаються з 1 родючої квіточки. Колоскові луски блискучі, нижня — ланцетна, 4–5 мм, 1-кілева, 1-жилкова, 1.2 довжини верхньої колоскової луски, верхівка гостра. Родюча лема довгаста, 4 мм, без кіля, 5-жилкова, вершина зубчаста, 1-остюкова. Палея у довжину 1 мм. Пиляків 3. 2n=14.

## Середовище проживання
Вид зростає у гірських системах Європи — Піренеї, Альпи, північ Апеннін, східні Судети, Карпати (Іспанія, Франція, Італія, Австрія, Швейцарія, Німеччина, Чехія, Словаччина, Польща, Україна, Румунія, Хорватія, Словенія).
В Україні вид зростає на скелях та полонинах у субальпійському та альпійському поясах Карпат — відоме 1 місце знаходження на хр. Чорногора. У ЧКУ має статус «недостатньо відомий».

## Використання
Завдяки своїм довгим і соковитим листкам, мітлиця альпійська є хорошою кормовою травою, особливо на пасовищах овець.